# Tam Giác Mùa Hè

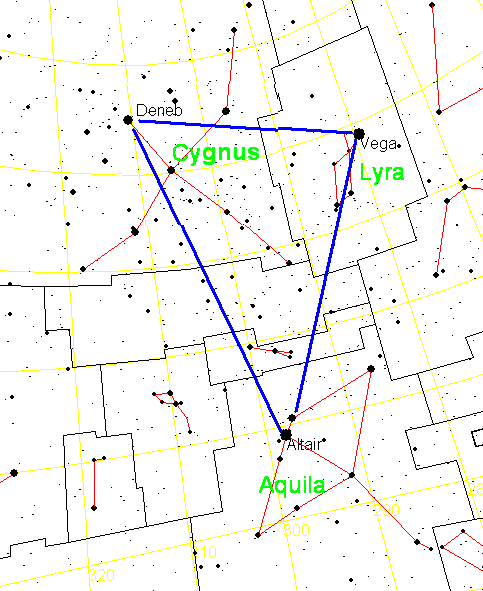
Tam giác Mùa Hè

Tam Giác Mùa Hè là một mảng sao (asterism) gồm các sao tạo ra một tam giác tưởng tượng của bầu trời nửa Bắc bán cầu, với các sao ở đỉnh là sao Ngưu Lang (Altair), sao Thiên Tân (Deneb), và sao Chức Nữ (Vega). Tam giác này nối ba ngôi sao sáng nhất của ba chòm sao: chòm sao Thiên Ưng (Aquila), chòm sao Thiên Nga (Cygnus) và chòm sao Thiên Cầm (Lyra).
Thuật ngữ tiếng Anh này được nhà thiên văn Anh Patrick Moore phổ biến trong những năm của thập niên 1950, mặc dù ông không phát minh ra điều này. Nhà thiên văn Áo, Oswald Thomas, miêu tả các sao này như một Tam Giác Lớn (Grosses Dreieck) vào cuối thập niên 1920, về sau ông gọi là Tam Giác Mùa Hè (Sommerliches Dreieck) vào năm 1934. 
Mảng sao này (asterism) đã được Joseph Johann Littrow để ý đến, ông miêu tả nó như là "tam giác dễ thấy" trên các tài liệu trong bản đồ của ông (năm 1866), và Johann Elert Bode đưa chùm sao này vào sách bản đồ của ông năm 1816, mặc dù chưa có tên gọi.
Tam Giác Mùa Hè vào các tháng hè, nằm trên đỉnh đầu của người quan sát đứng ở Bắc bán cầu tại các vĩ độ bắc 40-50 độ, nhưng cũng có thể nhìn thấy vào mùa xuân hay mùa thu. Từ nửa Nam bán cầu, nó xuất hiện phía trên, lộn ngược trên bầu trời, nhưng rất thấp trong các tháng mùa đông.

## Các sao trong Tam Giác Mùa Hè
| Tên                    | Chòm sao           | Độ sáng biểu kiến | Độ chói (× Mặt Trời) | Vạch quang phổ | Khoảng cách (năm ánh sáng) |
| ---------------------- | ------------------ | ----------------- | -------------------- | -------------- | -------------------------- |
| sao Chức Nữ (Vega)     | Thiên Cầm (Lyra)   | 0,03              | 52                   | A0             | 25                         |
| sao Thiên Tân (Deneb)  | Thiên Nga (Cygnus) | 1,25              | 60.000 - 250.000     | A2             | 1.600 - 3.200              |
| sao Ngưu Lang (Altair) | Thiên Ưng (Aquila) | 0,77              | 10                   | A7             | 16,6                       |

## Các chủ đề liên quan
- Tam Giác Mùa Đông
- Ngưu Lang Chức Nữ
- Thất tịch